# Campionato mondiale maschile di pallavolo 2025
Il campionato mondiale maschile di pallavolo 2025, 21ª edizione dell'omonima competizione, si svolgerà dal 12 al 28 settembre 2025 a Pasay e Quezon City, nelle Filippine: al torneo parteciperanno 32 squadre nazionali.

## Scelta della sede
Delle trentuno che avevano espresso interesse, tre federazioni si sono candidate per organizzare la competizione:
- Filippine
- Giappone
- Indonesia

Il 20 aprile 2024 la FIVB ha assegnato l'organizzazione del torneo alle Filippine.

## Impianti
|                                                                        |                                                                            |  |
|                                                                        |                                                                            |  |
| Mall of Asia Arena Città: Pasay Capienza: 20 000 Anno d'apertura: 2012 | Araneta Coliseum Città: Quezon City Capienza: 23 448 Anno d'apertura: 1960 |  |

## Regolamento

### Formula
La formula ha previsto:
- Fase a gironi, disputata con girone all'italiana: le prime due classificate di ogni girone hanno acceduto alla fase finale.
- Fase finale, disputata con ottavi di finale, quarti di finale, semifinali, finale per il terzo posto e finale.

### Criteri di classifica
Se il risultato finale è stato di 3-0 o 3-1 sono stati assegnati 3 punti alla squadra vincente e 0 a quella sconfitta, se il risultato finale è stato di 3-2 sono stati assegnati 2 punti alla squadra vincente e 1 a quella sconfitta.
L'ordine del posizionamento in classifica è stato definito in base a:
- Numero di partite vinte;
- Punti;
- Ratio dei set vinti/persi;
- Ratio dei punti realizzati/subiti;
- Risultati degli scontri diretti.

## Squadre partecipanti
| Squadra       | Qualificazione                                       | Ultima partecipazione     |
| ------------- | ---------------------------------------------------- | ------------------------- |
| Algeria       | 2ª al campionato africano 2023                       | Giappone 1998             |
| Argentina     | 2ª al campionato sudamericano 2023                   | / Polonia e Slovenia 2022 |
| Belgio        | 5ª nel rankings FIVB tra le squadre non qualificate  | / Italia e Bulgaria 2018  |
| Brasile       | 1ª al campionato sudamericano 2023                   | / Polonia e Slovenia 2022 |
| Bulgaria      | 8ª nel rankings FIVB tra le squadre non qualificate  | / Polonia e Slovenia 2022 |
| Canada        | 2ª al campionato nordamericano 2023                  | / Polonia e Slovenia 2022 |
| Cile          | 14ª nel rankings FIVB tra le squadre non qualificate | Argentina 1982            |
| Cina          | 12ª nel rankings FIVB tra le squadre non qualificate | / Polonia e Slovenia 2022 |
| Colombia      | 3ª al campionato sudamericano 2023                   | Debutto                   |
| Corea del Sud | 15ª nel rankings FIVB tra le squadre non qualificate | Polonia 2014              |
| Cuba          | 3ª al campionato nordamericano 2023                  | / Polonia e Slovenia 2022 |
| Egitto        | 1ª al campionato africano 2023                       | / Polonia e Slovenia 2022 |
| Filippine     | Paese organizzatore                                  | Debutto                   |
| Finlandia     | 10ª nel rankings FIVB tra le squadre non qualificate | / Italia e Bulgaria 2018  |
| Francia       | 4ª al campionato europeo 2023                        | / Polonia e Slovenia 2022 |
| Germania      | 1ª nel rankings FIVB tra le squadre non qualificate  | / Polonia e Slovenia 2022 |
| Giappone      | 1ª al campionato asiatico e oceaniano 2023           | / Polonia e Slovenia 2022 |
| Iran          | 2ª al campionato asiatico e oceaniano 2023           | / Polonia e Slovenia 2022 |
| Italia        | 1ª al campionato mondiale 2022                       | / Polonia e Slovenia 2022 |
| Libia         | 3ª al campionato africano 2023                       | Argentina 1982            |
| Paesi Bassi   | 3ª nel rankings FIVB tra le squadre non qualificate  | / Polonia e Slovenia 2022 |
| Polonia       | 1ª al campionato europeo 2023                        | / Polonia e Slovenia 2022 |
| Portogallo    | 9ª nel rankings FIVB tra le squadre non qualificate  | Argentina 2002            |
| Qatar         | 3ª al campionato asiatico e oceaniano 2023           | / Polonia e Slovenia 2022 |
| Rep. Ceca     | 7ª nel rankings FIVB tra le squadre non qualificate  | Italia 2010               |
| Romania       | 13ª nel rankings FIVB tra le squadre non qualificate | Argentina 1982            |
| Serbia        | 2ª nel rankings FIVB tra le squadre non qualificate  | / Polonia e Slovenia 2022 |
| Slovenia      | 3ª al campionato europeo 2023                        | / Polonia e Slovenia 2022 |
| Stati Uniti   | 1ª al campionato nordamericano 2023                  | / Polonia e Slovenia 2022 |
| Tunisia       | 11ª nel rankings FIVB tra le squadre non qualificate | / Polonia e Slovenia 2022 |
| Turchia       | 6ª nel rankings FIVB tra le squadre non qualificate  | / Polonia e Slovenia 2022 |
| Ucraina       | 4ª nel rankings FIVB tra le squadre non qualificate  | / Polonia e Slovenia 2022 |

## Torneo

### Fase a gironi
I gironi sono stati sorteggiati il 14 settembre 2024 al Solaire Resort & Casino di Parañaque.
| Girone A  | Girone B    | Girone C      | Girone D    |
| --------- | ----------- | ------------- | ----------- |
| Egitto    | Paesi Bassi | Argentina     | Colombia    |
| Filippine | Polonia     | Corea del Sud | Cuba        |
| Iran      | Qatar       | Finlandia     | Portogallo  |
| Tunisia   | Romania     | Francia       | Stati Uniti |
| Girone E  | Girone F    | Girone G      | Girone H    |
| Bulgaria  | Algeria     | Canada        | Brasile     |
| Cile      | Belgio      | Giappone      | Cina        |
| Germania  | Italia      | Libia         | Rep. Ceca   |
| Slovenia  | Ucraina     | Turchia       | Serbia      |

#### Girone A

##### Risultati
| 12 settembre 2025 Mall of Asia Arena, Pasay Durata: - Spettatori: | Filippine |  | Tunisia |  |
| 14 settembre 2025 Mall of Asia Arena, Pasay Durata: - Spettatori: | Iran      |  | Egitto  |  |
| 16 settembre 2025 Mall of Asia Arena, Pasay Durata: - Spettatori: | Iran      |  | Tunisia |  |
| 16 settembre 2025 Mall of Asia Arena, Pasay Durata: - Spettatori: | Filippine |  | Egitto  |  |
| 18 settembre 2025 Mall of Asia Arena, Pasay Durata: - Spettatori: | Egitto    |  | Tunisia |  |
| 18 settembre 2025 Mall of Asia Arena, Pasay Durata: - Spettatori: | Filippine |  | Iran    |  |

##### Classifica
| Pos. | Squadra   | Pt | G | V | P | SV | SP | Ratio | PF | PS | Ratio |
| ---- | --------- | -- | - | - | - | -- | -- | ----- | -- | -- | ----- |
| 1.   | Egitto    |    | 3 |   |   |    |    |       |    |    |       |
| 2.   | Filippine |    | 3 |   |   |    |    |       |    |    |       |
| 3.   | Iran      |    | 3 |   |   |    |    |       |    |    |       |
| 4.   | Tunisia   |    | 3 |   |   |    |    |       |    |    |       |

      Qualificata agli ottavi di finale.

#### Girone B

##### Risultati
| 13 settembre 2025 Araneta Coliseum, Quezon City Durata: - Spettatori: | Paesi Bassi |  | Qatar       |  |
| 13 settembre 2025 Araneta Coliseum, Quezon City Durata: - Spettatori: | Polonia     |  | Romania     |  |
| 15 settembre 2025 Araneta Coliseum, Quezon City Durata: - Spettatori: | Paesi Bassi |  | Romania     |  |
| 15 settembre 2025 Araneta Coliseum, Quezon City Durata: - Spettatori: | Polonia     |  | Qatar       |  |
| 17 settembre 2025 Araneta Coliseum, Quezon City Durata: - Spettatori: | Qatar       |  | Romania     |  |
| 17 settembre 2025 Araneta Coliseum, Quezon City Durata: - Spettatori: | Polonia     |  | Paesi Bassi |  |

##### Classifica
| Pos. | Squadra     | Pt | G | V | P | SV | SP | Ratio | PF | PS | Ratio |
| ---- | ----------- | -- | - | - | - | -- | -- | ----- | -- | -- | ----- |
| 1.   | Paesi Bassi |    | 3 |   |   |    |    |       |    |    |       |
| 2.   | Polonia     |    | 3 |   |   |    |    |       |    |    |       |
| 3.   | Qatar       |    | 3 |   |   |    |    |       |    |    |       |
| 4.   | Romania     |    | 3 |   |   |    |    |       |    |    |       |

      Qualificata agli ottavi di finale.

#### Girone C

##### Risultati
| 14 settembre 2025 Araneta Coliseum, Quezon City Durata: - Spettatori: | Argentina |  | Finlandia     |  |
| 14 settembre 2025 Araneta Coliseum, Quezon City Durata: - Spettatori: | Francia   |  | Corea del Sud |  |
| 16 settembre 2025 Araneta Coliseum, Quezon City Durata: - Spettatori: | Argentina |  | Corea del Sud |  |
| 16 settembre 2025 Araneta Coliseum, Quezon City Durata: - Spettatori: | Francia   |  | Finlandia     |  |
| 18 settembre 2025 Araneta Coliseum, Quezon City Durata: - Spettatori: | Finlandia |  | Corea del Sud |  |
| 18 settembre 2025 Araneta Coliseum, Quezon City Durata: - Spettatori: | Francia   |  | Argentina     |  |

##### Classifica
| Pos. | Squadra       | Pt | G | V | P | SV | SP | Ratio | PF | PS | Ratio |
| ---- | ------------- | -- | - | - | - | -- | -- | ----- | -- | -- | ----- |
| 1.   | Argentina     |    | 3 |   |   |    |    |       |    |    |       |
| 2.   | Corea del Sud |    | 3 |   |   |    |    |       |    |    |       |
| 3.   | Finlandia     |    | 3 |   |   |    |    |       |    |    |       |
| 4.   | Francia       |    | 3 |   |   |    |    |       |    |    |       |

      Qualificata agli ottavi di finale.

#### Girone D

##### Risultati
| 13 settembre 2025 Mall of Asia Arena, Pasay Durata: - Spettatori: | Stati Uniti |  | Colombia   |  |
| 13 settembre 2025 Mall of Asia Arena, Pasay Durata: - Spettatori: | Cuba        |  | Portogallo |  |
| 15 settembre 2025 Mall of Asia Arena, Pasay Durata: - Spettatori: | Cuba        |  | Colombia   |  |
| 15 settembre 2025 Mall of Asia Arena, Pasay Durata: - Spettatori: | Stati Uniti |  | Portogallo |  |
| 17 settembre 2025 Mall of Asia Arena, Pasay Durata: - Spettatori: | Portogallo  |  | Colombia   |  |
| 17 settembre 2025 Mall of Asia Arena, Pasay Durata: - Spettatori: | Stati Uniti |  | Cuba       |  |

##### Classifica
| Pos. | Squadra     | Pt | G | V | P | SV | SP | Ratio | PF | PS | Ratio |
| ---- | ----------- | -- | - | - | - | -- | -- | ----- | -- | -- | ----- |
| 1.   | Colombia    |    | 3 |   |   |    |    |       |    |    |       |
| 2.   | Cuba        |    | 3 |   |   |    |    |       |    |    |       |
| 3.   | Portogallo  |    | 3 |   |   |    |    |       |    |    |       |
| 4.   | Stati Uniti |    | 3 |   |   |    |    |       |    |    |       |

      Qualificata agli ottavi di finale.

#### Girone E

##### Risultati
| 13 settembre 2025 Mall of Asia Arena, Pasay Durata: - Spettatori: | Germania |  | Bulgaria |  |
| 13 settembre 2025 Mall of Asia Arena, Pasay Durata: - Spettatori: | Slovenia |  | Cile     |  |
| 15 settembre 2025 Mall of Asia Arena, Pasay Durata: - Spettatori: | Germania |  | Cile     |  |
| 15 settembre 2025 Mall of Asia Arena, Pasay Durata: - Spettatori: | Slovenia |  | Bulgaria |  |
| 17 settembre 2025 Mall of Asia Arena, Pasay Durata: - Spettatori: | Bulgaria |  | Cile     |  |
| 17 settembre 2025 Mall of Asia Arena, Pasay Durata: - Spettatori: | Slovenia |  | Germania |  |

##### Classifica
| Pos. | Squadra  | Pt | G | V | P | SV | SP | Ratio | PF | PS | Ratio |
| ---- | -------- | -- | - | - | - | -- | -- | ----- | -- | -- | ----- |
| 1.   | Bulgaria |    | 3 |   |   |    |    |       |    |    |       |
| 2.   | Cile     |    | 3 |   |   |    |    |       |    |    |       |
| 3.   | Germania |    | 3 |   |   |    |    |       |    |    |       |
| 4.   | Slovenia |    | 3 |   |   |    |    |       |    |    |       |

      Qualificata agli ottavi di finale.

#### Girone F

##### Risultati
| 14 settembre 2025 Araneta Coliseum, Quezon City Durata: - Spettatori: | Ucraina |  | Belgio  |  |
| 14 settembre 2025 Araneta Coliseum, Quezon City Durata: - Spettatori: | Italia  |  | Algeria |  |
| 16 settembre 2025 Araneta Coliseum, Quezon City Durata: - Spettatori: | Ucraina |  | Algeria |  |
| 16 settembre 2025 Araneta Coliseum, Quezon City Durata: - Spettatori: | Italia  |  | Belgio  |  |
| 18 settembre 2025 Araneta Coliseum, Quezon City Durata: - Spettatori: | Belgio  |  | Algeria |  |
| 18 settembre 2025 Araneta Coliseum, Quezon City Durata: - Spettatori: | Italia  |  | Ucraina |  |

##### Classifica
| Pos. | Squadra | Pt | G | V | P | SV | SP | Ratio | PF | PS | Ratio |
| ---- | ------- | -- | - | - | - | -- | -- | ----- | -- | -- | ----- |
| 1.   | Algeria |    | 3 |   |   |    |    |       |    |    |       |
| 2.   | Belgio  |    | 3 |   |   |    |    |       |    |    |       |
| 3.   | Italia  |    | 3 |   |   |    |    |       |    |    |       |
| 4.   | Ucraina |    | 3 |   |   |    |    |       |    |    |       |

      Qualificata agli ottavi di finale.

#### Girone G

##### Risultati
| 13 settembre 2025 Araneta Coliseum, Quezon City Durata: - Spettatori: | Canada   |  | Libia   |  |
| 13 settembre 2025 Araneta Coliseum, Quezon City Durata: - Spettatori: | Giappone |  | Turchia |  |
| 15 settembre 2025 Araneta Coliseum, Quezon City Durata: - Spettatori: | Turchia  |  | Libia   |  |
| 15 settembre 2025 Araneta Coliseum, Quezon City Durata: - Spettatori: | Giappone |  | Canada  |  |
| 17 settembre 2025 Araneta Coliseum, Quezon City Durata: - Spettatori: | Canada   |  | Turchia |  |
| 17 settembre 2025 Araneta Coliseum, Quezon City Durata: - Spettatori: | Giappone |  | Libia   |  |

##### Classifica
| Pos. | Squadra  | Pt | G | V | P | SV | SP | Ratio | PF | PS | Ratio |
| ---- | -------- | -- | - | - | - | -- | -- | ----- | -- | -- | ----- |
| 1.   | Canada   |    | 3 |   |   |    |    |       |    |    |       |
| 2.   | Giappone |    | 3 |   |   |    |    |       |    |    |       |
| 3.   | Libia    |    | 3 |   |   |    |    |       |    |    |       |
| 4.   | Turchia  |    | 3 |   |   |    |    |       |    |    |       |

      Qualificata agli ottavi di finale.

#### Girone H

##### Risultati
| 14 settembre 2025 Mall of Asia Arena, Pasay Durata: - Spettatori: | Serbia    |  | Rep. Ceca |  |
| 14 settembre 2025 Mall of Asia Arena, Pasay Durata: - Spettatori: | Brasile   |  | Cina      |  |
| 16 settembre 2025 Mall of Asia Arena, Pasay Durata: - Spettatori: | Brasile   |  | Rep. Ceca |  |
| 16 settembre 2025 Mall of Asia Arena, Pasay Durata: - Spettatori: | Serbia    |  | Cina      |  |
| 18 settembre 2025 Mall of Asia Arena, Pasay Durata: - Spettatori: | Brasile   |  | Serbia    |  |
| 18 settembre 2025 Mall of Asia Arena, Pasay Durata: - Spettatori: | Rep. Ceca |  | Cina      |  |

##### Classifica
| Pos. | Squadra   | Pt | G | V | P | SV | SP | Ratio | PF | PS | Ratio |
| ---- | --------- | -- | - | - | - | -- | -- | ----- | -- | -- | ----- |
| 1.   | Brasile   |    | 3 |   |   |    |    |       |    |    |       |
| 2.   | Cina      |    | 3 |   |   |    |    |       |    |    |       |
| 3.   | Rep. Ceca |    | 3 |   |   |    |    |       |    |    |       |
| 4.   | Serbia    |    | 3 |   |   |    |    |       |    |    |       |

      Qualificata agli ottavi di finale.

### Fase finale
|  | Ottavi di finale | Ottavi di finale | Ottavi di finale |  |  | Quarti di finale | Quarti di finale | Quarti di finale |   |   | Semifinali | Semifinali | Semifinali |   |   | Finale          | Finale          | Finale          |  |
|  |                  |                  |                  |  |  |                  |                  |                  |   |   |            |            |            |   |   |                 |                 |                 |  |
|  | -                | -                | -                |  |  |                  |                  |                  |   |   |            |            |            |   |   |                 |                 |                 |  |
|  | -                | -                | -                |  |  | -                | -                | -                |   |   |            |            |            |   |   |                 |                 |                 |  |
|  | -                | -                | -                |  |  | -                | -                | -                |   |   |            |            |            |   |   |                 |                 |                 |  |
|  | -                | -                | -                |  |  |                  |                  |                  |   |   | -          | -          | -          |   |   |                 |                 |                 |  |
|  | -                | -                | -                |  |  |                  |                  | -                | - | - |            |            |            |   |   |                 |                 |                 |  |
|  | -                | -                | -                |  |  | -                | -                | -                |   |   |            |            |            |   |   |                 |                 |                 |  |
|  | -                | -                | -                |  |  | -                | -                | -                |   |   |            |            |            |   |   |                 |                 |                 |  |
|  | -                | -                | -                |  |  |                  |                  |                  |   |   | -          | -          | -          |   |   |                 |                 |                 |  |
|  | -                | -                | -                |  |  |                  |                  |                  |   |   |            |            | -          | - | - |                 |                 |                 |  |
|  | -                | -                | -                |  |  | -                | -                | -                |   |   |            |            |            |   |   |                 |                 |                 |  |
|  | -                | -                | -                |  |  | -                | -                | -                |   |   |            |            |            |   |   |                 |                 |                 |  |
|  | -                | -                | -                |  |  |                  |                  |                  |   |   | -          | -          | -          |   |   | Finale 3º posto | Finale 3º posto | Finale 3º posto |  |
|  | -                | -                | -                |  |  |                  |                  | -                | - | - |            |            |            |   |   |                 |                 |                 |  |
|  | -                | -                | -                |  |  | -                | -                | -                |   |   |            |            |            |   |   | -               | -               | -               |  |
|  | -                | -                | -                |  |  | -                | -                | -                |   |   | -          | -          | -          |   |   |                 |                 |                 |  |
|  | -                | -                | -                |  |  |                  |                  |                  |   |   |            |            |            |   |   |                 |                 |                 |  |

#### Ottavi di finale
| 20 settembre 2025 Mall of Asia Arena, Pasay Durata: - Spettatori: |
| 20 settembre 2025 Mall of Asia Arena, Pasay Durata: - Spettatori: |
| 21 settembre 2025 Mall of Asia Arena, Pasay Durata: - Spettatori: |
| 21 settembre 2025 Mall of Asia Arena, Pasay Durata: - Spettatori: |
| 22 settembre 2025 Mall of Asia Arena, Pasay Durata: - Spettatori: |
| 22 settembre 2025 Mall of Asia Arena, Pasay Durata: - Spettatori: |
| 23 settembre 2025 Mall of Asia Arena, Pasay Durata: - Spettatori: |
| 23 settembre 2025 Mall of Asia Arena, Pasay Durata: - Spettatori: |

#### Quarti di finale
| 24 settembre 2025 Mall of Asia Arena, Pasay Durata: - Spettatori: |
| 24 settembre 2025 Mall of Asia Arena, Pasay Durata: - Spettatori: |
| 25 settembre 2025 Mall of Asia Arena, Pasay Durata: - Spettatori: |
| 25 settembre 2025 Mall of Asia Arena, Pasay Durata: - Spettatori: |

#### Semifinali
| 27 settembre 2025 Mall of Asia Arena, Pasay Durata: - Spettatori: |
| 27 settembre 2025 Mall of Asia Arena, Pasay Durata: - Spettatori: |

#### Finale 3º posto
| 28 settembre 2025 Mall of Asia Arena, Pasay Durata: - Spettatori: |

#### Finale
| 28 settembre 2025 Mall of Asia Arena, Pasay Durata: - Spettatori: |

## Classifica finale
| Pos     | Squadra | Rosa |
| ------- | ------- | ---- |
| Oro     |         |      |
| Argento |         |      |
| Bronzo  |         |      |
| 4.      |         |      |
| 5.      |         |      |
| 6.      |         |      |
| 7.      |         |      |
| 8.      |         |      |
| 9.      |         |      |
| 10.     |         |      |
| 11.     |         |      |
| 12.     |         |      |
| 13.     |         |      |
| 14.     |         |      |
| 15.     |         |      |
| 16.     |         |      |
| 17.     |         |      |
| 18.     |         |      |
| 19.     |         |      |
| 20.     |         |      |
| 21.     |         |      |
| 22.     |         |      |
| 23.     |         |      |
| 24.     |         |      |
| 25.     |         |      |
| 26.     |         |      |
| 27.     |         |      |
| 28.     |         |      |
| 29.     |         |      |
| 30.     |         |      |
| 31.     |         |      |
| 32.     |         |      |